# 名古屋ルーセントタワー

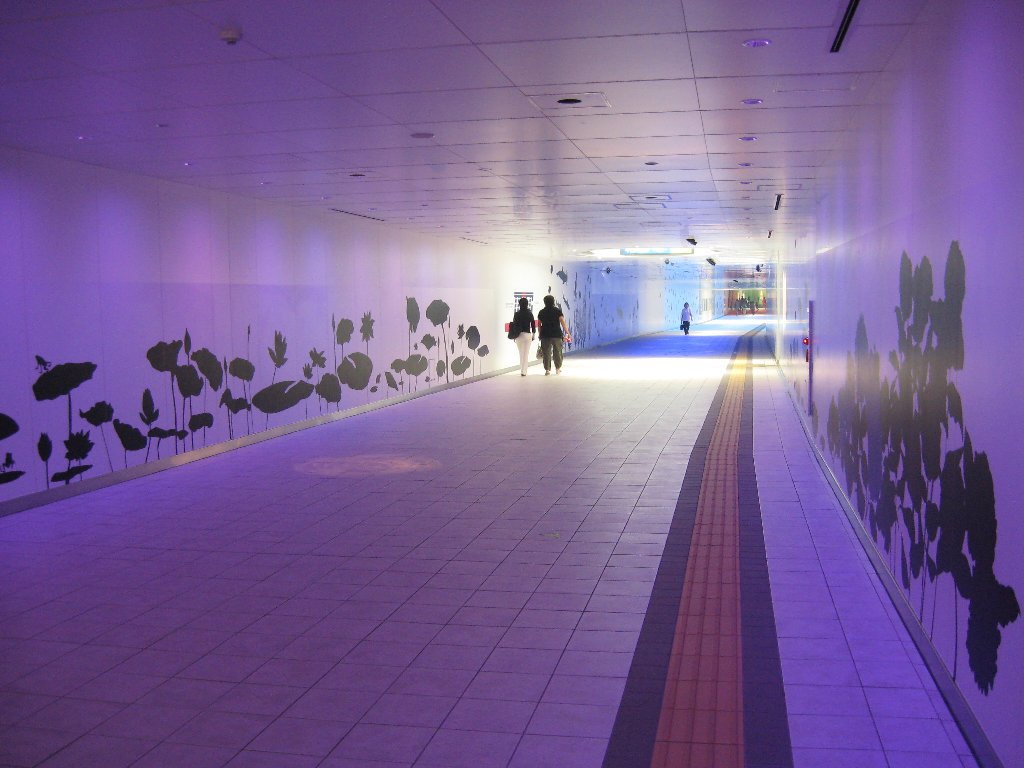
ルーセントアベニュー

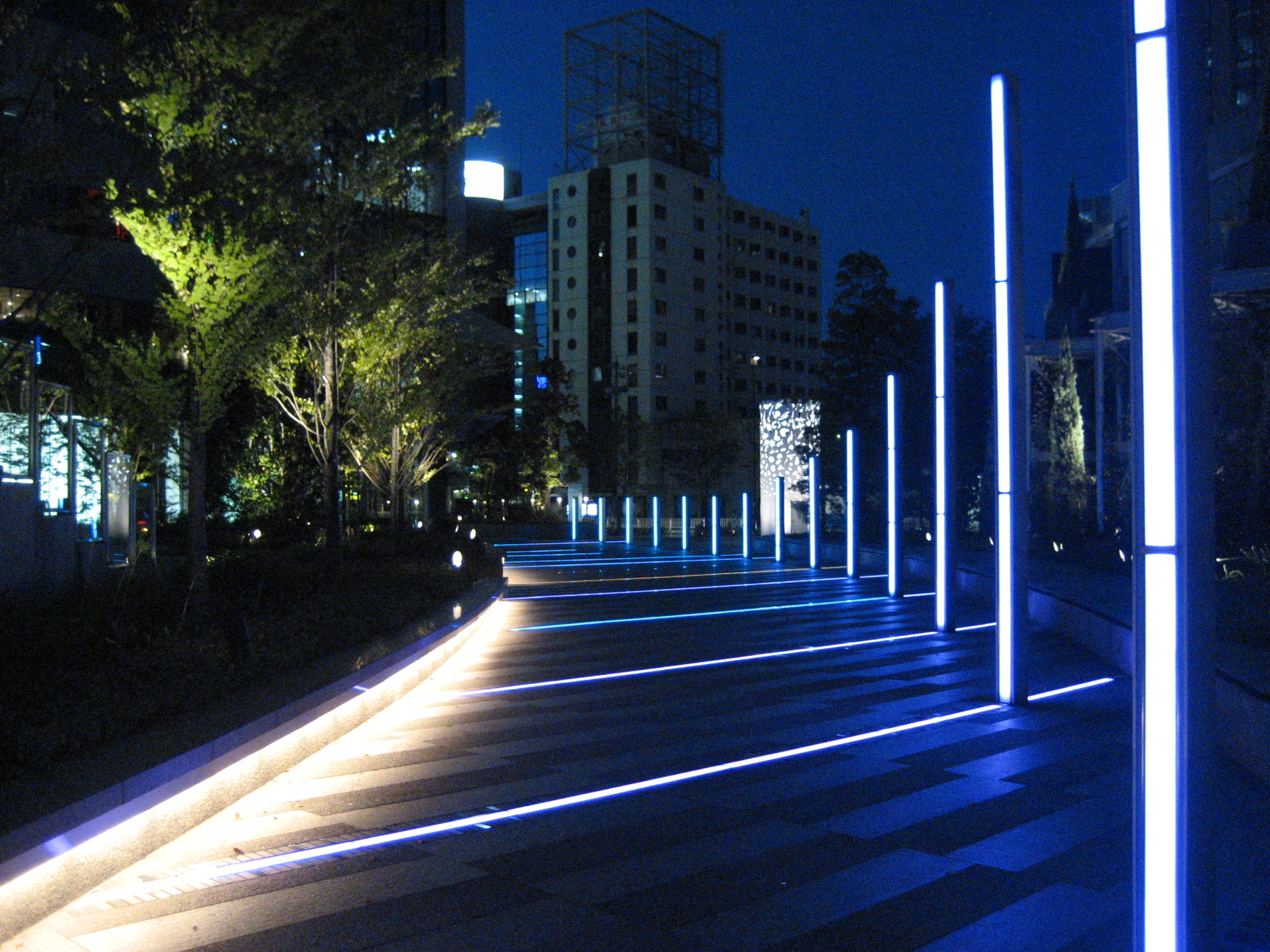
ルーセントタワーイルミネーション

名古屋ルーセントタワー（なごやルーセントタワー、英: Nagoya Lucent Tower）は、愛知県名古屋市西区にあるオフィスビル兼商業施設である。

## 名称の由来
英語で「光る、輝く」の意味をもつ「ルーセント」（lucent）から名づけられた。

## 概要
東面は全面ガラスの緩やかなカーブを描いており、通常全方位から見られることを意識して作られる高層ビルとしては非対称形という特徴を持つ。
名古屋駅周辺の線路側にはこのビルの特徴であるカーブ面が見えにくいため、列車の乗客にとっては一般的なガラスウォールの方形高層ビルに見える。
また、地下道「ルーセントアベニュー」によって、名古屋市営地下鉄東山線名古屋駅から徒歩約5分で結ばれている。
オフィスフロアは、天井高さ2.75mで事務所内に柱の無い空間となっており、東面は全面ガラスで南北面に窓面を大きくとった設計となっている。
オフィスフロアには、照度センサを配置して蛍光ランプの自動調光と連動させて照明を制御することで照明エネルギーの削減を図るシステムが開業時から設置された。
最大約2,200m2で各フロア6分割まで可能な設備となっており、開業時点では名古屋地区最大の貸室面積を持つ大型のビルとして建設された。

## 年表
- 1990年（平成2年）4月 - 地権者らで牛島町再開発協議会を設立[1]
- 1999年（平成12年）2月 - 再開発事業計画に関する基本協定を締結[1]
- 2000年（平成12年）12月 - 都市計画決定を受ける[1]
- 2001年（平成13年）
  - 2月 - 牛島市街地再開発組合を設立[1]
  - 6月 - 着工[1]
- 2007年（平成19年）
  - 1月26日 - 開業[1]
  - 3月6日 - 全面開業[1]

## エレベーター
当ビルのエレベーターには、オフィス低層用（3～16階用）・中層用（16～28階用）・高層用（28～40階用）の3バンクと非常用エレベーターがある。オフィス中層用のみ日立製で、それ以外は三菱電機製である。乗用エレベーターで、車椅子操作盤が付いていない7基は到着時に英語でアナウンスするのが特徴である。エレベーターのアナウンス・チャイム・行先ボタンは、3バンクとも全て三菱製に統一するようになった。
- 低層用バンク（No.1 - 8号機）

B1 - 16（1号機のみ車椅子操作盤あり）
- 中層用バンク（No.9 - 16号機・日立製）

B1 - 2・16 - 28（9号機のみ車椅子操作盤あり）
- 高層用・スカイレストラン直通バンク（No.17 - 24号機）

B1 - 2・28 - 40（17号機のみ車椅子操作盤あり）
- 非常用バンク（No.25・26号機）

B3 - 40

## 入居企業
- タキヒヨー
- トヨタ自動車[1][註 1]
- トヨタファイナンス[3]
  - トヨタファイナンシャルサービス
- SMBC日興証券
- 日立ソリューションズ
- 三菱電機中部支社 - 2012年（平成24年）5月7日から35階に移転[4][註 2]
- UBS銀行名古屋オフィス
- 住友電気工業
- 住友電装
- 日本ヒューレット・パッカード中部支店
- マイクロソフト
- トランスコスモス
- ボディコート・ジャパン
- リコージャパン中部営業本部（旧・リコー中部）
  - リコーITソリューションズ
- エティハド航空
- 中設エンジ
- 武田薬品工業名古屋支店
- TIS
- 弁護士法人アディーレ法律事務所名古屋支店
- インテック
- あいおいニッセイ同和損害保険
- SmartHR

## 過去に入居していたテナント
- 一般社団法人「すまいづくりまちづくりセンター連合会」 - 2011年（平成23年）3月22日に東日本大震災の被災者から公営住宅などへの入居申し込みを受け付けるコールセンターが開設された[5]。
- エイチーム - 大名古屋ビルヂングに移転。
- 愛知県旅券センター タワーズ15階に移転。
- 豊田通商 - シンフォニー豊田ビルに移転。
- ネクスティ エレクトロニクス - シンフォニー豊田ビルに移転。

## オフィス以外の一般客向けのテナント
開業時には、地下1階から2階と40階に飲食店など16店が出店した。

### 40階
- SKY LOUNGE　THE ONE AND ONLY

### 地下1階
- 名古屋丸八食堂 - 2009年（平成21年）8月8日に開業した矢場とんなどの「名古屋めし」の専門店が一堂に集まったフードコート[7]。ジェイグループホールディングスが運営。
- 山本屋本店 ルーセントタワー店 - 令和2年6月30日閉店。
- ファミリーマート ルーセント・タワー店 - 旧サークルK ルーセントタワー店。オープンキッチンを併設して店内で調理した食品の販売も行う新業態店舗として開業した[8]。

## 郵便番号
所在する牛島町の郵便番号は451-0046であるが、入居企業への需要の関係で、それとは別に451-60XXの郵便番号が各階ごとに設定されている（XXの部分は1階なら01、最上階の40階なら40が入り、階数不明・地下の場合は90が入る）。

### 註釈
1. ↑  ミッドランドスクエアに名古屋本社がある。
2. ↑  大名古屋ビルヂングの立替に伴うもの。